# École de la Providence
L'  École de la Providence est une institution de la ville de Laon, en France.

## Présentation
L'école comprend l'ancien hôtel de la rue Clergeot, l'ancien hôtel-refuge urbain des Chartreux du Val-Saint-Pierre, entrée par le 40 de la rue Vinchon et l'ancienne maison de Chantrut, entrée au 42, rue Vinchon.
Ces bâtiments sont inscrits au titre des monuments historiques en 2001.

## Historique
Françoise Marquette, alors que son frère part évangéliser aux Amériques, fonde en 1685 à Laon une communauté de sœurs pour procurer une éducation gratuite aux jeunes filles dans une école sur le modèle de celle qui est ouverte quelques années plus tôt par les Frères des Écoles chrétiennes. Elle consacre tous ses biens à cette œuvre et place les écoles dans sa propre maison au Champ Saint-Martin en imposant aux sœurs de rester dans ce lieu. Ces sœurs sont appelées « sœurs marquettes », elles vivent en communauté en prononçant des vœux simples et élisent une supérieure tous les trois ans. Elles sont dispersées sous l'épiscopat d'Étienne-Joseph de La Fare, évêque de Laon (1724-1741) car soupçonnées de partager les idées jansénistes. La congrégation disparaît à la révolution française. Pour pallier ce manque, Armand Mignot, archidiacre et curé doyen de la cathédrale Notre-Dame de Laon, fonde en 1805 les sœurs de la Providence de Laon avec pour but l'enseignement des enfants. Elles fusionnent en 1952 avec les sœurs de la Providence de la Pommeraye.

## Images

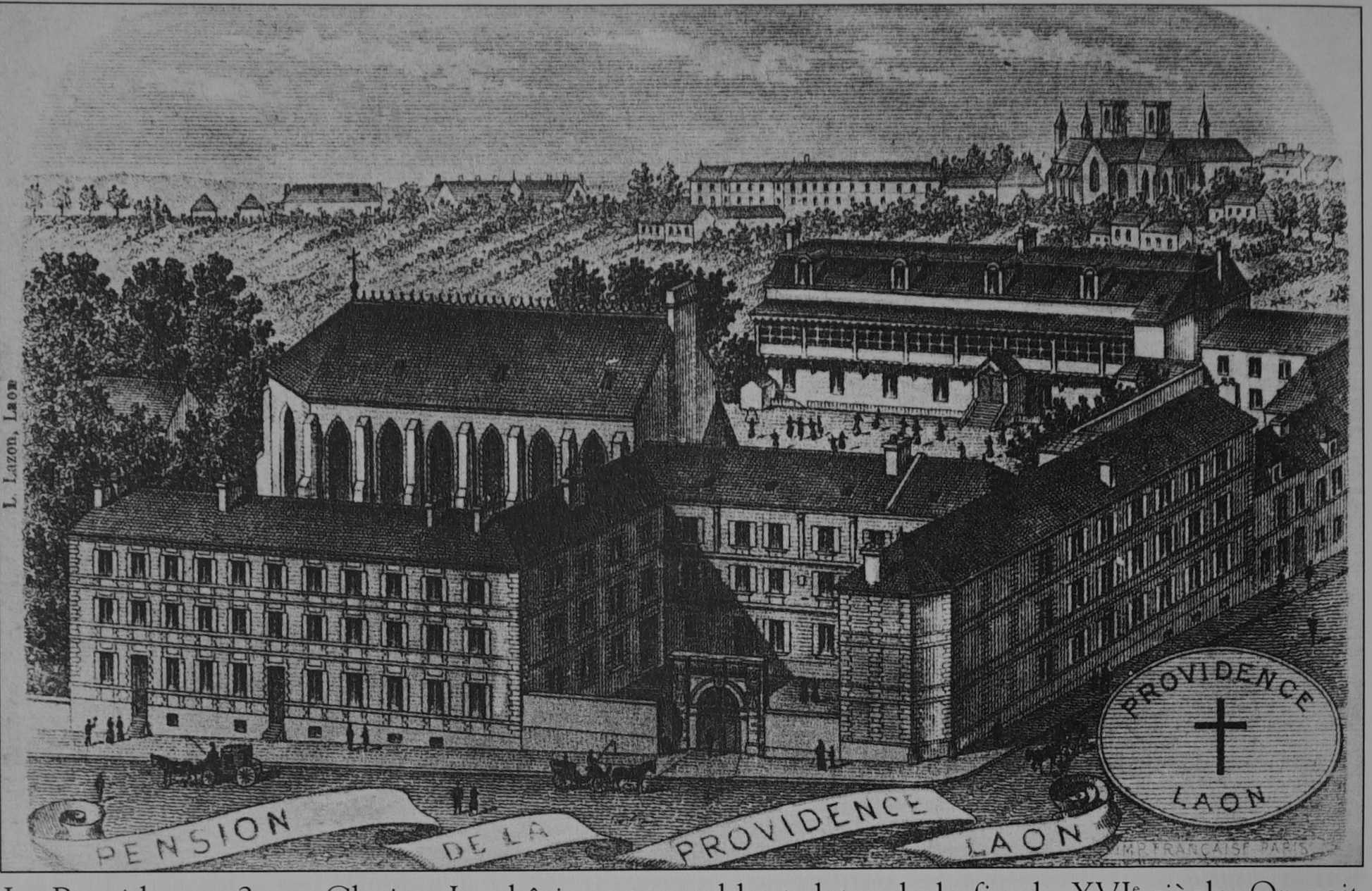
Avec sa chapelle XIXe,
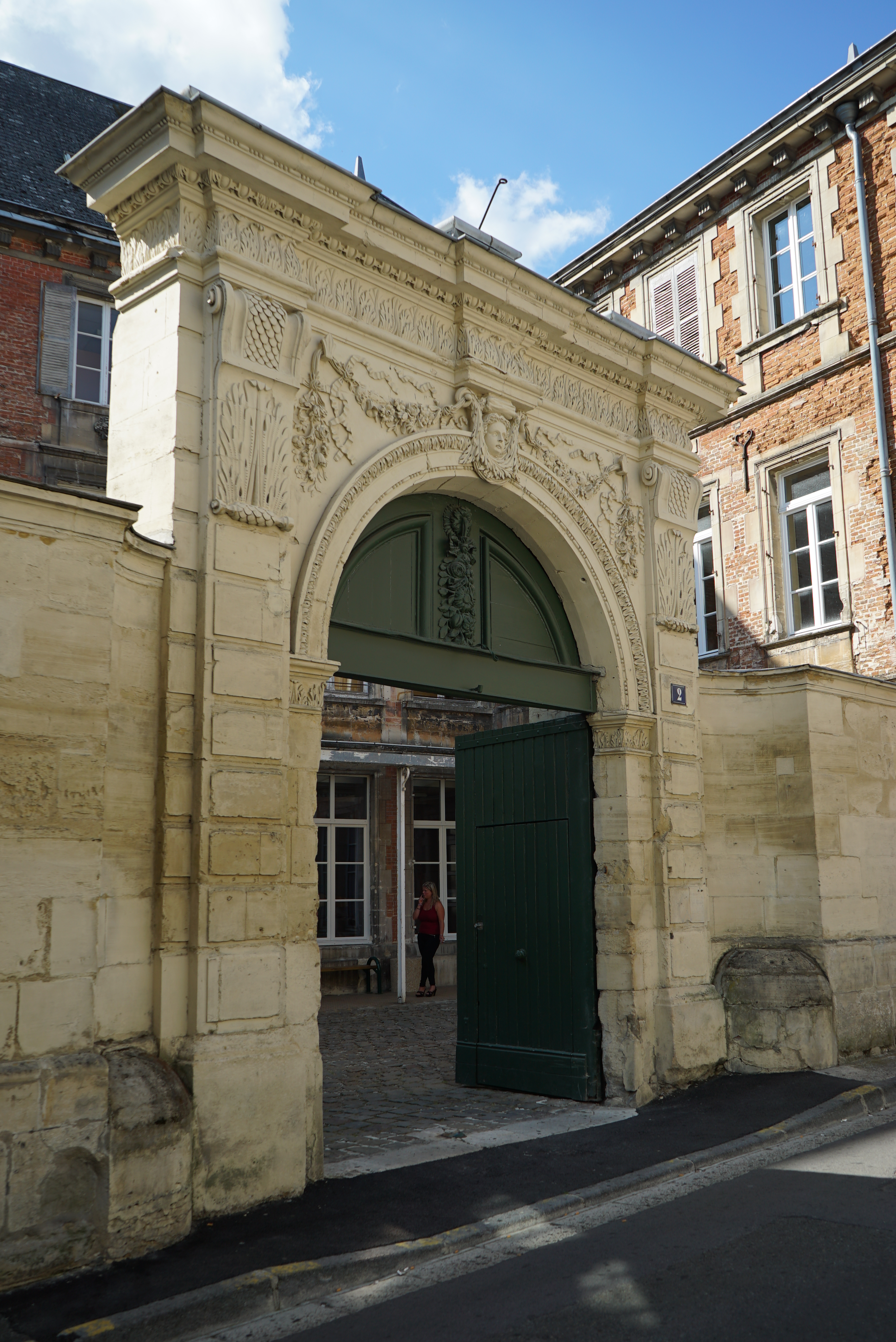
portail, rue Clerjot,
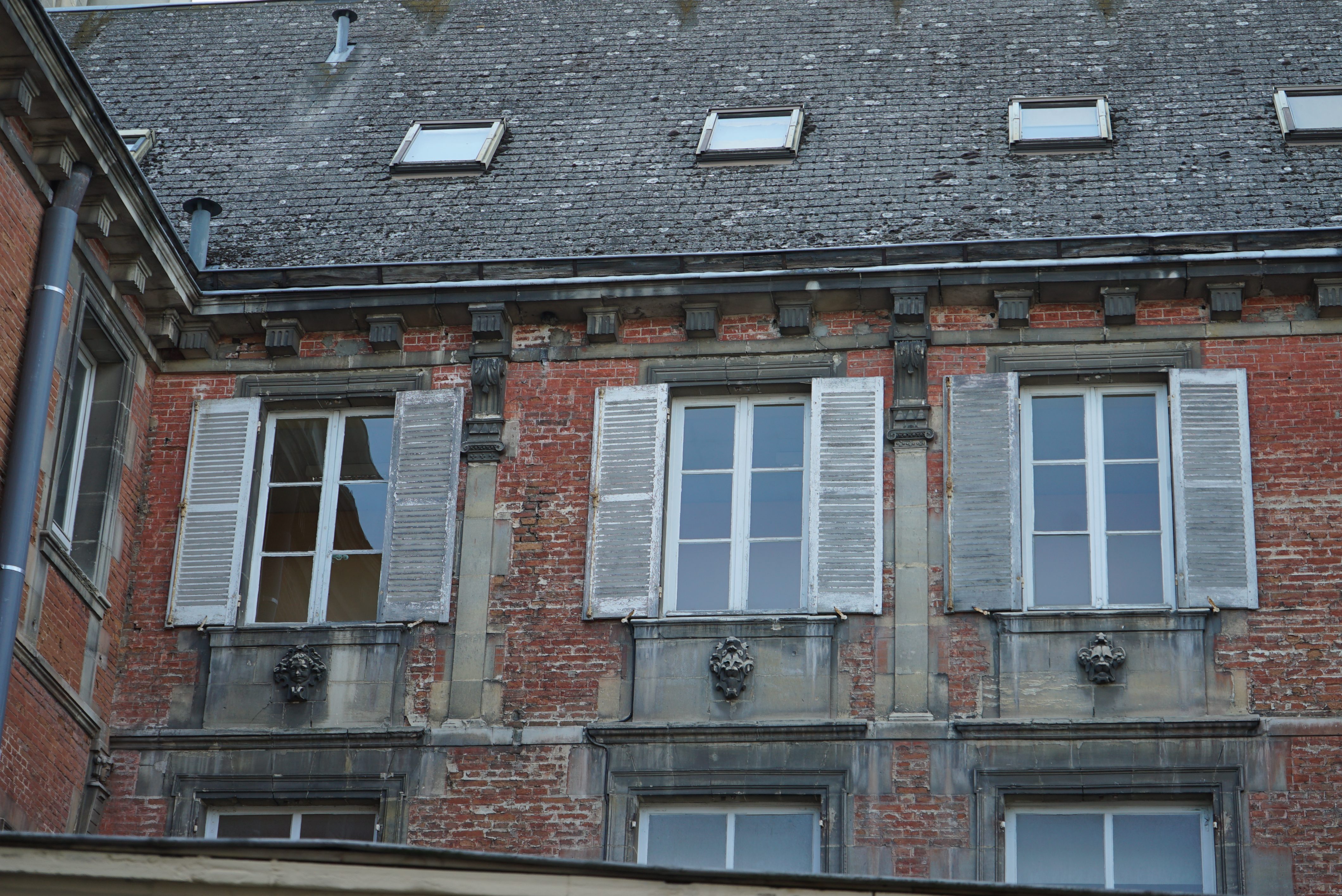
sculptures sur la façade,
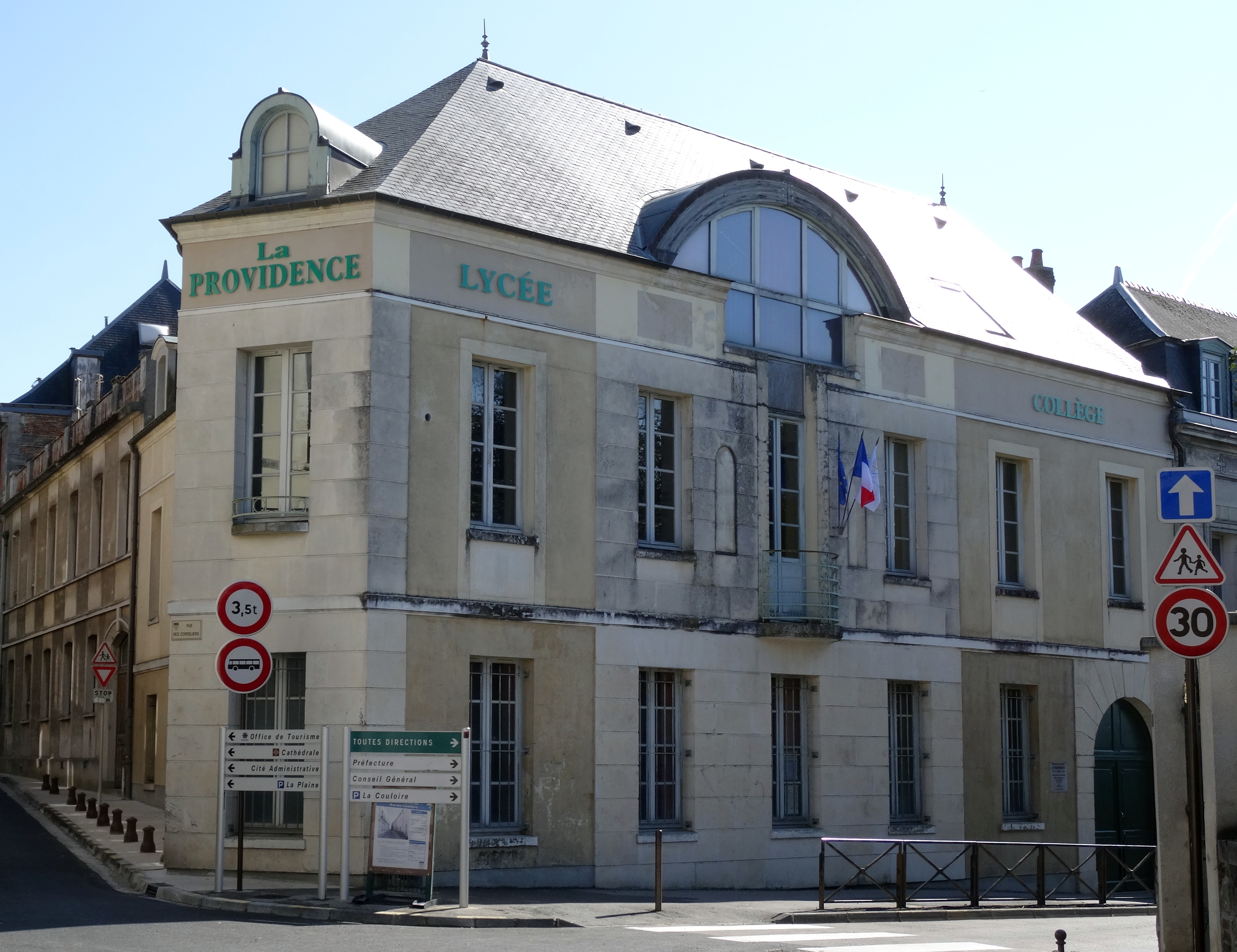
façade à l'angle des rues Doumer et Cordeliers.